# Most Rakowiecki
Most Rakowiecki (niem. Ohlewiesen Brücke) – most drogowy położony we Wrocławiu, stanowiący przeprawę nad rzeką Oławą. Most zlokalizowany jest w ciągu ulicy Na Niskich Łąkach. Zapewnia komunikację pomiędzy Przedmieściem Oławskim (położonym na lewym brzegu rzeki, od skrzyżowania z ulicami: Krakowską, gen. Romualda Traugutta, Tadeusza Kościuszki) i częścią Rakowca (położoną na prawym brzegu rzeki). Most ten wybudowany został w 1928 roku. Główne elementy konstrukcyjne mostu zostały wykonane w 1904 roku dla potrzeb budowy mostu nad Kanałem Miejskim (współcześnie – Mosty Warszawskie, most zachodni). Następnie zostały zdemontowane, przetransportowane i zamontowane w nowym miejscu jako ustrój nośny Mostu Rakowieckiego.
Konstrukcja mostu to jedno przęsło, którego ustrój nośny składa się z dwóch dźwigarów głównych w postaci kratownic, z pasem górnym i dolnym równoległymi, wykonanych w technologii połączeń nitowych z jazdą dołem. Pomost wsparty jest na betonowych przyczółkach; skonstruowany został z poprzecznic i podłużnic oraz blach nieckowych. Nawierzchnia jezdni wykonana została z kostki granitowej. Całkowita długość mostu wynosi 27,6 m, szerokość 15,66 m, w tym 8,05 m to jezdnia, położona między dźwigarami głównymi, oraz 4 m to dwa chodniki o szerokości 2 m każdy, położone po obu stronach mostu, po zewnętrznej stronie dźwigarów kratowych.